# 宇南山英夫
宇南山英夫（うなやま ひでお、1925年9月25日 - 2016年）は、日本の会計学者。横浜市立大学名誉教授。

## 略歴
横浜市生まれ。1950年東京帝国大学卒業。1955年同大学院（旧制）修了。
1950年横浜市立大学助手、1954年講師、1955年横浜市立大学商学部助教授、1966年教授、1991年定年退官、名誉教授、名古屋学院大学教授、1993年文京女子大学教授、高千穂商科大学教授。日本商工会議所簿記検定試験専門参与。日本学術会議会員（17期）。
1974年公認会計士委員（- 1978年）、1980年税理士試験委員（- 1982年）、1985年司法試験考査委員（- 1991年）を歴任した。2003年、勲三等旭日中綬章。

## 著書
- 『財務諸表論』評論社 1956
- 『企業会計原則精解』中央経済社 1969
- 『新企業会計原則精解』中央経済社 1975
- 『現代財務諸表論』評論社 1980
- 『財務会計の原理』税務経理協会 1980
- 『基礎的財務会計論』森山書店 1981
- 『財務諸表の基礎知識』税務経理協会 1985

### 共編著
- 『簿記原理』若杉明共編 第三出版 1972
- 『体系簿記会計演習』全3巻 小川洌共編著 同文舘出版 1976
- 『会計学原理 3訂版』若杉明共編 第三出版 1980
- 『財務諸表論基本演習』山本繁共著 中央経済社 1981
- 『例解財務諸表論演習. 理論編・計算編』徳谷昌勇共著 評論社 1981
- 『例解簿記論演習』徳谷昌勇共著 評論社 1981
- 『財務諸表論基本問題解答集』井上良二共著 税務経理協会 1982
- 『現代簿記会計用語辞典』安平昭二共編 同文館出版 1983
- 『会計ディスクロージャー』編 同文館出版 1986
- 『簿記演習講義』渡部裕亘共著 東京経済情報出版 1992
- 『会計学基礎講義』編著 東京経済情報出版 1993
- 『日商簿記検定3級問題と解答・解説』渡部裕亘共編著 中央経済社 1993
- 『日商簿記検定2級問題と解答・解説』氏井巌,渡部裕亘,広本敏郎共編著 中央経済社 1993
- 『現代財務会計論』編著 東京経済情報出版 2000
- 『会計ディスクロージャーの新機軸』三浦敬共編著 東京経済情報出版 2002
- 『日商検定簿記演習2級商業簿記』三浦敬共著 中央経済社 2002
- 『簿記演習講義 第3版』渡部裕亘, 三浦敬共著 東京経済情報出版 2003
- 『財務会計論講義』三浦敬共編著 東京経済情報出版 2007

## 論文
- <宇南山英夫